# Sasa (samhälle)
Sasa (makedonska: Саса) är ett samhälle i Nordmakedonien.   Det ligger i kommunen Makedonska Kamenica, i den nordöstra delen av landet, 90 kilometer öster om huvudstaden Skopje. Sasa ligger 976 meter över havet och antalet invånare är 876.